# David ben Zakkaï
Ne doit pas être confondu avec Yohanan ben Zakkaï.
David ben Zakkaï (date de naissance inconnue — mort en 940 EC à Khorassan) était un exilarque, dirigeant de la communauté juive de Babylone. Il est principalement connu dans l'histoire juive pour son conflit avec son ancien protégé Saadia Gaon.

## Débuts mouvementés
David ben Zakkaï est désigné comme successeur de son parent Mar 'Uḳba, qui avait été déposé et exilé. N'étant, selon Heinrich Graetz, ni instruit ni scrupuleux, il est, d'après le récit de Nathan HaBavli, immédiatement contesté par le Gaon de Poumbedita Mar Cohen Tzedek, et son collège. Non moins résolu que son adversaire, il nomme un contre-Gaon en la personne du Rav Mevasser ben Qimoï (cependant, selon la lettre de Sherira, il appointa Cohen Tzedek alors que le collège de Poumbedita avait élu Mevasser).
La dispute aurait duré deux ans, jusqu'à ce que Nissim Naharwani, un Sage aveugle et hautement respecté pour sa piété, y mette un terme, la paix étant conclue à Sarsar, à une demi-journée de marche de Bagdad. Cohen Tzedek et son collège raccompagnent ensuite l'exilarque jusqu'à Bagdad, à l'automne 921.
Peu après éclate la controverse du calendrier : le Rosh Yeshiva de Ramle, Aaron ben Meïr, promulgue une modification de la règle du décalage du nouvel an, si le molad survient trop tard au cours de la journée. Si sa méthode présente un avantage scientifique, en réduisant le nombre de décalages nécessaires, elle a l'inconvénient d'être imposée sans tenir compte des calculs et des suppliques des Sages de Babylone, dont Aaron ben Meïr entend peut-être secouer le joug sur la diaspora juive afin de rétablir la primauté du centre, la Terre d'Israël. Malgré l'union temporaire de l'exilarque et des Gueonim, la controverse n'est pas résolue et, après que certaines communautés eurent suivi les régulations de Ben Meïr, et célébré les fêtes juives deux jours plus tôt que celles qui suivent l'opinion de Babylone, David ben Zakkaï envisage de faire appel au gouvernement pour résoudre les troubles.
Cependant, un allié de taille se joint à eux en la personne de Saadia ben Joseph. D'une grande énergie, celui-ci multiplie les missives pour exhorter les communautés juive à ne pas créer de schisme, et rédige en 922 des livres qui font apparemment leur effet, puisqu'en 927, l'année où un décalage aurait de nouveau dû se produire, il n'est pas constaté. David excommunie Ben Meïr, puis, souhaitant minimiser la faiblesse des académies, tout en renforçant sa position, établit Mevasser comme Gaon de Poumbedita jusqu'à la mort de ce dernier, et cherche un candidat pour redresser l'académie de Soura.

## Nomination de Saadia au gaonat
Lorsque Yaaqov ben Natronaï, le Gaon de Soura, décède en 924, aucun candidat valable ne pouvant être trouvé, la position de Gaon échoit à son fils, Yom Tov Kahana bar Yaaqov, tisserand de son état, et sans compétence particulière.
À sa mort, en 926, David ben Zakkaï est sur le point de transférer le collège de Soura à Poumbedita, sur les conseils de Cohen Tzedek. Cependant, le gaon honoraire désigné, Nathan Allouf de Poumbedita, qui se trouve être l'oncle de Sherira Gaon, décède cependant sur le chemin de Soura. Devant l'insistance du peuple, qui y voit un signe céleste, il rappelle Saadia d'Égypte pour le nommer Gaon. Ce faisant, il s'oppose non seulement aux conseils de Nissim Naharwani (celui-ci s’était prononcé, malgré sa préférence personnelle pour Saadia, en faveur de Tsemah ibn Shahin, de moindre valeur mais plus docile) mais aussi aux règles établies car Saadia ne faisait pas partie du collège de Soura et n'était même pas babylonien.

## La dispute avec Saadia
Deux ans plus tard, cependant, les relations entre Saadia et David se troublent. David, sans autorité sur les communautés, n'a d'influence qu'en achetant les membres de la cour du calife, et se le procure au moyen de procédés « injustes et arbitraires. » Ainsi, David excommunie les Juifs de Fars, parce qu’ils avaient refusé de contribuer à une collecte faite par son fils, et en informe le calife, qui leur inflige une forte amende. Saadia, dont l'élection est trop récente, ne peut se permettre de le contester.
Il n'en va pas de même deux ans plus tard, lorsqu'au cours d'une affaire d'héritage, David use de sa position pour en percevoir un bénéfice important, et prie les Gueonim de contresigner son ordonnance, comme le veut la règle. Cependant, si Cohen Tzedek le fait sans hésiter, Saadia refuse, jugeant l'accord non équitable et en conflit avec la Torah. David ben Zakkaï envoie son fils Juda persuader Saadia, mais devant l'insistance de celui-ci, Juda perd sa mesure et le menace physiquement; il est alors brutalement éconduit de l'académie de Soura. Ben Zakkaï dépose le Gaon, faisant nommer à sa place un certain Joseph ben Jacob ibn Satia, sans envergure mais d'ascendance gaonique. Saadia excommunie à son tour l'exilarque, faisant nommer son frère Josiah, ou Hassan en arabe, à sa place. Babylone se divise en deux camps, Saadia jouissant du support des puissants banquiers de la maison Natira, Ben Zakkaï pouvant quant à lui compter non seulement sur Cohen Tzedek, mais aussi sur un riche marchand, jeune mais instruit, et probablement fort jaloux de Saadia, Aaron ibn Sardjadou.
L’affaire est portée devant le calife Al-Muqtadir mais c’est son frère Al-Qahir qui tranche en faveur de Ben Zakkaï à la suite d'un don d’Aaron, bannissant l’exilarque rival à Khorassan et destituant Saadia.

## Résolution du conflit et fin de vie
Quelques années plus tard, à l’occasion d’une nouvelle affaire, l’un des partis souhaite confier le jugement au gaon déposé alors que l’autre en appelle à l’arbitrage de l’exilarque. Les mesures de rétorsion promulguées par David ben Zakkaï ne font qu’échauffer les esprits et le conflit entre les deux hommes manque de se raviver. Bishr ben Aaron ben Amram, beau-père d’Aaron ibn Sardjadou, parvient cependant à réconcilier les adversaires le 27 février 937 qui scellent la concorde retrouvée lors du repas traditionnel de la fête de Pourim qui a lieu peu après.
Réinstallé à son poste, Saadia Gaon soutiendra désormais l’exilarque et votera même en faveur de son fils Juda à sa succession lorsque David ben Zakkaï décède.